# Pneumatiska skolan
Pneumatiska skolan (grekiska Πνευματικοί) var en riktning inom den antika medicinen som grundades under första århundradet efter Kristus av Athenaios från Attaleia som ansåg att hälsan berodde på den i hjärtat belägna och därifrån ut i kroppen sig fördelande pneuma (grekiska πνεῦμα) = luft, och då den riktiga blandningen av de fyra "grundämnena" varmt, kallt, torrt och fuktigt. 
Vid diagnosen spelade pulsen en viktig roll. Dietetik och terapi tillades stor betydelse. Bland skolans anhängare märks Archigenes och Rufos från Efesos.